# Aktiv matrisadressering
Aktiv matrisadressering är ett adresseringsschema som används i bildskärmar. För en n×m-matris så kommer antalet erforderliga kontakter att vara (n+m) stycken. Detta är mindre än vad som krävs i exempelvis direkt adressering.
Beståndsdelarna i den aktiva matrisen (en tredjedels pixel) måste täckas med ett tunt lager av transistorer, så kallad tunnfilmstransistorer (TFT), för att inte störningar från närliggande beståndsdelar ska bli för stor.